# Brontoliota
Brontoliota es un género de coleópteros polífagos perteneciente a la familia Silvanidae.  Es originaria de Australia.

## Especies
- Brontoliota indivisipennis Thomas, 2004:14 Queensland
- Brontoliota intermedius Thomas, 2004:16 Queensland
- Brontoliota monteithi Thomas, 2004:16 Queensland especie tipo